# Tatort: Norbert
Norbert ist ein Fernsehfilm aus der Kriminalreihe Tatort der ARD und des ORF. Es ist die 428. Tatortfolge. In ihrem 24. Fall verdächtigen die Münchner Kommissare Batic und Leitmayr den schlichten Norbert Heckel (Jürgen Tarrach) des Mordes an einer erfolgreichen Schwimmerin. Der vom Bayerischen Rundfunk unter der Regie von Niki Stein produzierte Film wurde am 28. November 1999 erstgesendet. Tarrach wurde für seine Leistung mit dem Deutschen Fernsehpreis ausgezeichnet.

## Handlung
Auf dem Weg vom Schwimmtraining nach Hause wird die Schwimmerin Sandra Burgstaller ermordet. Da sie nur mit Dessous bekleidet war, wird ein Sexualdelikt vermutet. Die Ermittlungen weiten sich auf das Umfeld aus, in der sich die Wohnung des Opfers befindet, was auch ein Table-Dance-Lokal einschließt. Bei einer Begehung der Umgebung des Tatorts überraschen die Kommissare Leitmayr und Batic den schüchternen Norbert Heckel. Zudem erkennt ein Obdachloser ihn als den Mann, den er in der Nähe der Leiche gesehen habe. Heckel wird ins Verhör genommen und gesteht am Ende die Tat. Als sich dann jedoch ein zweiter Frauenmord nach demselben Muster ereignet, schließt man daraus, dass Heckel ganz offensichtlich nicht der Täter sein kann.
Leitmayr will von Heckel wissen, warum er den Mord gestanden habe, wenn er es doch gar nicht gewesen sei. Der stets sehr kindlich-naiv auftretende Heckel meint daraufhin, dass er ihn, Leitmayr, nicht habe enttäuschen wollen, da er immer so nett zu ihm gewesen sei. Leitmayr fährt Heckel zu dessen Wohnung, wo er mitbekommt, dass dieser sich um seinen pflegebedürftigen Vater kümmert, der während seiner Abwesenheit von einer Nachbarin versorgt worden war.
Die Kommissare müssen auf der Suche nach dem Täter wieder von vorn beginnen. Daher vernehmen sie nun Peter Kolb, den Exfreund des ersten Opfers, der nachweislich auch das zweite Mädchen kannte. Doch er hat in beiden Fällen ein Alibi. Batic geht mit Carlo Menzinger noch einmal die Tatorte ab, in der Hoffnung, noch irgendwelche Hinweise zu finden. Leitmayr wird derweil immer wieder von Heckel kontaktiert, der sich wie eine Klette an den Kommissar hängt, der ihm sympathisch ist und Verständnis für ihn gezeigt hatte.
Batic und Leitmayr war aufgefallen, dass die Presse stets über jeden ihrer Schritte informiert zu sein schien. Sie rekapitulieren, dass sie bei einem Journalisten mehrfach einen Fotografen gesehen hatten, der ihnen ab da immer wieder über den Weg lief. Nach und nach finden die Beamten immer mehr Hinweise, die zu einem Fotografen namens Tom Diwald führen. Als sie ihn aufsuchen, können sie gerade noch einen dritten Mord verhindern und den Mann festnehmen.
Leitmayr hält es für fair, Heckel darüber zu informieren, dass man den wahren Täter gefunden habe. Er hofft, Heckel mit dieser Mitteilung eine Freude machen zu können. Dieser verhält sich jedoch auffallend merkwürdig und stammelt nur: „Er wollte nicht, dass Du kommst.“ Als Leitmayr daraufhin in das Zimmer von Heckels Vater schaut, findet er den alten Mann erschlagen in seinem Bett liegend vor.

## Hintergrund
Die Dreharbeiten zu Norbert fanden vom 22. Juni 1999 bis zum 23. Juli 1999 in München und Umgebung statt. Der Fall ist der 50. Tatort des Bayerischen Rundfunks.
Sebastian Bezzel, der von 2004 bis 2016 an der Seite von Eva Mattes im Tatort aus Konstanz als Ermittler Kai Perlmann auftrat, ist hier in einer kleinen Nebenrolle als zynischer Kollege von Norbert Heckel zu sehen.

## Rezeption

### Einschaltquoten
Die Erstausstrahlung von Norbert am 28. November 1999 wurde von 7,29 Mio. Zuschauern gesehen und erreichte einen Marktanteil von 20,1 Prozent für Das Erste.

### Kritik
„Norbert ist ‚eine arme Sau‘. Erst unter Mordverdacht lebt er auf. ‚Da gibt es auf einmal Menschen, die sich für ihn interessieren - auch wenn es sich dabei um Bullen handelt, die eigentlich nur wollen, dass er den Mord gesteht‘, so Drehbuchautor Harald Göckeritz. […] Der 50. BR-‚Tatort‘ ist psychologisch dicht und frisch von Niki Stein inszeniert. Ein würdiger Jubiläumskrimi des stets bestens disponierten Münchner Trios. Vor fast neun Jahren startete es umstritten und wurde dann von Film zu Film besser […].“

Die Redaktion der TV Spielfilm zeigte mit dem Daumen nach oben und vergab für den Krimi immerhin 2 von 3 Punkten für Anspruch und Spannung und für Humor, Action und Erotik je einen.

## Auszeichnung
Für die Darstellung des Norbert Heckel wurde Jürgen Tarrach im Jahr 2000 in der Kategorie Bester Schauspieler in einer Nebenrolle mit dem Deutschen Fernsehpreis ausgezeichnet.